# Karl-Erik Larsson
Karl-Erik Larsson, född 1923 i Kristinehamn, död 2015 i Sollentuna, var en svensk fysiker.
Karl-Erik Larsson disputerade 1955 vid Stockholms högskola. Han var med i den grupp forskare och ingenjörer som i sin forskning använde den första forskningsreaktorn i Sverige R1, som hade sin första kriticitet 1954. Han var 1962-1989 professor i reaktorfysik vid Kungliga tekniska högskolan. Han blev ledamot av Vetenskapsakademien sedan 1974 och invaldes 1980 i Ingenjörsvetenskapsakademien. Han har utgivit en självbiografisk skildring av sitt liv i boken "Vetenskap i kärnkraftens skugga" utgiven år 2000.
En livslång hobby var skidåkning, där Larsson genomförde 32 Vasalopp och 8 Öppet Spår samt var medlem i Vasaloppets veteranklubb.